# Hans Dworak
Johann Franz Anton Dworak (eigentlich Dvořák, in der Literatur auch Dvorak oder Dworák genannt; * 19. Mai 1870 in Nussdorf bei Wien; † 17. April 1920 in Wien) war ein österreichischer Architekt.

## Leben
Als Sohn eines Beamten geboren, maturierte er im Jahr 1888 und besuchte 1891 bis 1893 die Kurse Karl Hasenauers an der Akademie der Bildenden Künste. Ab 1900 arbeitete er als selbständiger Architekt, sein Architekturbüro war ziemlich erfolgreich, da Dworak mit seinem individuellen Stil den ästhetischen Nerv des Fin de Siècle traf. Er konnte Großprojekte wie den Marxerhof in der Bechardgasse/Untere Viaduktgasse/Kegelgasse gestalten, wo mehrere nebeneinanderliegende Parzellen in einem Zug verbaut wurden. Mit dem Ersten Weltkrieg allerdings war seine Karriere abrupt beendet, nach 1914 sind keine Bauten mehr von ihm überliefert. Er starb im Gefolge des Krieges an einer Lungenentzündung.
Trotz seiner Ausbildung bei Hasenauer ist Dworak viel eher dem Secessionismus als dem Historismus zuzurechnen, sein Stil ist sehr stark von Otto Wagner beeinflusst, obwohl er nie dessen Schule angehört hatte. Er zeichnet sich durch eine Mischung aus romantischem Historismus, blockhaftem Spätklassizismus und floralem Secessionismus aus.
Seine Bauten haben hohen Wiedererkennungswert, es gibt in seiner Architektur etliche „Markenzeichen“. Eines ist die Horizontalisierung der Fassaden, die mit Gesimsbänderungen, Nutungen oder Ornamentbänderungen erreicht wird. Bei Eckhäusern werden starke Rundungen bevorzugt, die den Gebäuden hohe Plastizität verleihen. Auch vorkragende Dächer, betonte Kranzgesimse und Attikageschoße sind typisch für Dworak, ebenso wie phantasievolle Balkongeländer bzw. (wie im Beispiel des Hauses Trauttmansdorffgasse 50) schwungvolle Glas- und Eisenüberdachungen. Ein besonders charakteristisches Merkmal Dworakscher Fassadengestaltung ist die inflationäre Verwendung von Frauenmasken, die von Achleitner als „fast schon zwanghaft“ charakterisiert wird. Demgegenüber steht aber die Rationalität seiner Grundrisse, die eine hohe Parzellenausnutzung ermöglichen.

## Bauten
| Foto |                 | Baujahr   | Name                                                                                 | Standort                                                                       | Beschreibung                                                       | Metadaten                                                                                  |
| ---- | --------------- | --------- | ------------------------------------------------------------------------------------ | ------------------------------------------------------------------------------ | ------------------------------------------------------------------ | ------------------------------------------------------------------------------------------ |
| ja   | Datei hochladen | 1900      | Miethaus                                                                             | Wien 15, Ortnergasse 3 Standort                                                |                                                                    | P84(Architekt):Hans Dwořák P131(Ort):Wien Region-ISO:AT-9                                  |
| ja   | Datei hochladen | 1900–1901 | Wohnhaus                                                                             | Wien 18, Gentzgasse 92–94 Standort                                             |                                                                    | P84(Architekt):Hans Dwořák P131(Ort):Wien Region-ISO:AT-9                                  |
| ja   | Datei hochladen | 1901      | Miethäuser                                                                           | Wien 3, Paulusplatz 8 und 9 / Schimmelgasse 12 Standort                        |                                                                    | P84(Architekt): P131(Ort):                                                                 |
| ja   | Datei hochladen | 1901      | Miethaus „Dreifaltigkeitshof“                                                        | Wien 7, Mechitaristengasse 1 Standort                                          |                                                                    | P84(Architekt):Hans Dwořák P131(Ort):Wien Region-ISO:AT-9                                  |
| ja   | Datei hochladen | 1902      | Miethaus                                                                             | Wien 7, Burggasse 88 Standort                                                  |                                                                    | P84(Architekt):Joseph Löwitsch, Hans Dwořák P131(Ort):Wien Region-ISO:AT-9                 |
| ja   | Datei hochladen | 1902–1903 | Wohnhausanlage „Cottage-Hof“                                                         | Wien 18, Währinger Straße 125 / Teschnergasse 39–41 Standort                   |                                                                    | P84(Architekt):Hans Dwořák P131(Ort):Wien Region-ISO:AT-9                                  |
| ja   | Datei hochladen | 1904      | Miethaus                                                                             | Wien 8, Kupkagasse 2 / Josefstädterstraße 54 Standort                          | Ensemble mit Nr. 50 und 52 in secessionistischen Formen            | P84(Architekt):Hans Dwořák P131(Ort):Josefstadt Region-ISO:AT-9                            |
| ja   | Datei hochladen | 1904      | Miethaus                                                                             | Wien 8, Josefstädterstraße 52 Standort                                         | Ensemble mit Nr. 50 und 54 in secessionistischen Formen            | P84(Architekt):Hans Dwořák P131(Ort):Wien Region-ISO:AT-9                                  |
| ja   | Datei hochladen | 1904      | Miethaus                                                                             | Wien 8, Josefstädterstraße 50 / Schönborngasse 1 Standort                      | Ensemble mit Nr. 52 und 54 in secessionistischen Formen            | P84(Architekt):Hans Dwořák P131(Ort):Wien Region-ISO:AT-9                                  |
| ja   | Datei hochladen | 1904      | Miethaus                                                                             | Wien 18, Klostergasse 37 Standort                                              |                                                                    | P84(Architekt): P131(Ort):                                                                 |
| ja   | Datei hochladen | 1904–1905 | Wohnhausanlage „Marxer-Hof“                                                          | Wien 3, Bechardgasse 16–18 / Kegelgasse 5–7 / Untere Viakduktgasse 35 Standort |                                                                    | P84(Architekt): P131(Ort):                                                                 |
| ja   | Datei hochladen | 1904–1905 | Wohnhaus „Fürstenhof“ HERIS-ID: 63125 Objekt-ID: 75734                               | Wien 13, Trautmansdorffgasse 50 Standort                                       | Bei diesem Gebäude handelt es sich um das Wohnhaus des Architekten | P84(Architekt): P131(Ort):Hietzing Region-ISO:AT-9                                         |
| ja   | Datei hochladen | 1906      | Miethaus                                                                             | Wien 5, Zentagasse 6 Standort                                                  |                                                                    | P84(Architekt):Hans Dwořák P131(Ort):Wien Region-ISO:AT-9                                  |
| ja   | Datei hochladen | 1906      | Wohnhaus                                                                             | Wien 18, Hans Sachs-Gasse 17 Standort                                          |                                                                    | P84(Architekt): P131(Ort):                                                                 |
| ja   | Datei hochladen | 1907      | Amtsgebäude, Finanzamt HERIS-ID: 30553 Objekt-ID: 27304                              | Wien 7, Seidengasse 20 / Zieglergasse Standort                                 | Anmerkung: mit den Bildhauern A. Jung & Russ                       | P84(Architekt): P131(Ort):Neubau Region-ISO:AT-9                                           |
| ja   | Datei hochladen | 1909      | Wohn- u.Geschäftshaus                                                                | Wien 3, Ungargasse 2 Standort                                                  |                                                                    | P84(Architekt):Hans Dwořák P131(Ort):Wien Region-ISO:AT-9                                  |
| ja   | Datei hochladen | 1912–1913 | Wohn- u.Geschäftshaus                                                                | Wien 3, Landstraßer Hauptstraße 113 Standort                                   |                                                                    | P84(Architekt):Hans Dwořák P131(Ort):Wien Region-ISO:AT-9                                  |
| ja   | Datei hochladen | 1912–1913 | Villa Ernestine Westen · Wikidata                                                    | Dukelská 455/23, České Budějovice Standort                                     | Anmerkung: mit Pompeo Ritter v.Wolff                               | P84(Architekt):Hans Dwořák, Pompeo von Wolff P131(Ort):České Budějovice 6 Region-ISO:CZ-31 |
| ja   | Datei hochladen | 1913      | Wohn- und Genossenschaftshaus der „Großeinkaufsgenossenschaft der Kaufleute in Wien“ | Wien 18, Theresiengasse 11 Standort                                            | Anmerkung:                                                         | P84(Architekt):Anton Valentin P131(Ort):Wien Region-ISO:AT-9                               |